# James Trussell
James T. Russell (Columbus, Georgia, 17 de octubre de 1949 - 26 de diciembre de 2018) fue un matemático y economista estadounidense; profesor de Economía y Relaciones Públicas en la Universidad de Princeton. Es director de la Oficina de Investigaciones Demográficas (OPR-The Office of Population Research at Princeton University) e investigador en las áreas de salud reproductiva y metodología demográfica. Sus investigaciones últimas se centran en la anticoncepción de emergencia, la escasez y acceso de los anticonceptivos así como la relación coste-eficacia de la anticoncepción. Está considerado como uno de los máximos especialista en anticoncepción de emergencia.

## Formación y docencia
El Dr. Trussell obtuvo su licenciatura en Matemáticas en el Davidson College en 1971, el grado en Economía en la Universidad de Oxford en 1973, realizando su doctorado en Economía de la Universidad de Princeton en 1975. 
Actualmente es profesor Economía y Relaciones Públicas en la Universidad de Princeton.

## Investigaciones principales
Sus investigaciones se centran, básicamente, en tres áreas: 
- Anticoncepción de emergencia,
- Escasez y dificultad de acceso a los anticonceptivos,
- Relación coste-eficacia de la anticoncepción y los distintos métodos anticonceptivos.

James Trussell promueve activamente la administración de anticonceptivos de emergencia para lo que considera necesario la educación, la difusión sobre su existencia y la facilidad de acceso. Pasos importantes para ayudar a las mujeres, a reducir su riesgo de embarazos no deseados, específicamente del embarazo en la adolescencia. Además de sus investigaciones sobre la anticoncepción de emergencia mantiene una página web sobre anticoncepción de emergencia Archivado el 19 de febrero de 2010 en Wayback Machine. en varios idiomas y una línea telefónica gratuita directa accesible desde Estados Unidos.

## Miembro de sociedades y organizaciones

### The Office of Population Research at Princeton University
James Trussell es director de la Oficina de Investigación sobre Población (OPR) en la Universidad de Princeton, centro líder en investigación demográfica y centro de formación sobre demografía. Esta institución es reconocida por sus contribuciones en la demografía formal y el estudio de los cambios en la fecundidad, natalidad y población. En los últimos años se han desarrollado investigaciones en las áreas de salud y bienestar, demografía social, migración y urbanización.

### Guttmacher Institute
Es miembro (senior fellow) del Instituto Guttmacher, (Guttmacher Institute). El Instituto Guttmacher es una organización sin ánimo de lucro que promueve la salud reproductiva tal y como se define por la Organización Mundial de la Salud (OMS). El Instituto Guttmacher actúa tanto en los Estados Unidos como en el resto del mundo mediante un programa interrelacionado de investigación en ciencias sociales, análisis de políticas y educación pública. En origen, en 1968, fue un centro de planificación familiar denominado así en honor del ginecólogo y obstetra estadounidense Alan Frank Guttmacher.

### NARAL Pro-Choice America Foundation
Es miembro de la junta de directores de la NARAL Pro-Choice America Foundation organización que defiende, en relación con el aborto, el derecho a decidir de la mujer sobre su fertilidad y embarazo, incluyendo los derechos reproductivos, que incluyen el derecho a la educación sexual, el acceso al aborto electivo (realizado por profesionales y en el marco legal), a la anticoncepción precoital, coital y de emergencia o postcoital, así como a otros tratamiento y protección legal de sus decisiones.

### Planned Parenthood Federation of America
Es miembro del Comité Médico Nacional de la organización Planned Parenthood Federation of America (perteneciente a la organización Federación Internacional de Planificación Familiar).

### Otras organizaciones
Además es miembro del comité de redacción de las revistas Contraception y Contraceptive Technology Update.

## Premios y reconocimientos
- Phi Beta Kappa, de la American Statistical Association
- Marshall Scholar, de la American Public Health Association
- Watson Fellow, de la Population Association of America
- Population Council Fellow International Union para la Scientific Study of Population Association of Reproductive Health Professionals,
- Senior Fellow, de la Guttmacher Institute,
- Scientific Contribution Award, de la National Family Planning and Reproductive Health Association
- Carl S. Schultz Award, American Public Health Association
- Honorary Fellow, de la Faculty of Family Planning and Reproductive Health Care of the Royal College of Obstetricians and Gynaecologists

## Publicaciones
James Trussell es autor o coautor de más de 250 publicaciones científicas, principalmente en las áreas de la salud reproductiva y demografía. Su investigación reciente se ha centrado en tres áreas: la anticoncepción de emergencia, la falta de anticonceptivos, y la relación coste-eficacia de la anticoncepción. 
- Puede consultarse, en inglés, el informe: Anticoncepción de emergencia: la última oportunidad para prevenir embarazos no deseados Archivado el 23 de septiembre de 2010 en Wayback Machine.[9]